# Генрієтта Доротея Гессен-Дармштадтська
Генрієтта Доротея Гессен-Дармштадтська (нім. Marie Hedwig von Hessen-Darmstadt, 14 жовтня 1641 — 22 грудня 1672) — принцеса Гессен-Дармштадтська, донька ландграфа Георга II та Софії Елеонори Саксонської, дружина графа Вальдек-Ландау Йоганна II.

## Життєпис
Генрієтта Доротея народилась 14 жовтня 1641 року у Гессені. Вона була десятою дитиною і восьмою донькою в родині ландграфа Гессен-Дармштадтського Георга II та його дружини Софії Елеонори Саксонської. Дівчинка народилась наприкінці Тридцятирічної війни, коли протидіючі країни були спустошені, а їхня економіка підірвана. 
У 26 років вийшла заміж за 44-річного графа Йоганна II Вальдекського. Весілля відбулося 10 листопада 1667 року в Мерлау. Йоганн помер одинадцять місяців потому. Дітей у подружжя не було.
Генрієтта Доротея пішла з життя 22 грудня 1672 року в Ландау. Похована там же.